# Thelypteris fraseri
Thelypteris fraseri är en kärrbräkenväxtart som först beskrevs av Georg Heinrich Mettenius och Oskar Kuhn, och fick sitt nu gällande namn av Alan Reid Smith. Thelypteris fraseri ingår i släktet Thelypteris och familjen Thelypteridaceae. Inga underarter finns listade.